# V862 Scorpii
Désignations
V862 Scorpii (en abrégé V862 Sco), également désignée HD 160202, est une étoile variable de type Gamma Cassiopeiae située dans l’amas du Papillon (M6). Sa magnitude apparente varie entre 6,63 et 6,76. D'après la mesure de sa parallaxe par le satellite Gaia, l'étoile est distante d'environ 593 pc (∼1 930 al) de la Terre.